# Nishi-ku (Saitama)
Nishi-ku (西区?) è uno dei 10 quartieri della città di Saitama, in Giappone.